# Säbu
Säbu Morsbach GmbH (Eigenschreibweise SÄBU) ist ein Hersteller von Lagercontainern und modularen Gebäuden in Stahl-Systembauweise mit Sitz in Morsbach, Nordrhein-Westfalen sowie einem weiteren Werk im brandenburgischen Gransee. Die heute eigenständige SÄBU Holzbau GmbH in Ebenhofen im Allgäu ging 1969 aus dem Familienunternehmen durch Abtrennung hervor. Bekannteste Produkte sind der von 1958 bis 1991 produzierte SÄBU-Bauwagen sowie ab 1978 mit FLADAFI den ersten zerlegbaren, transportablen Materialcontainer auf dem europäischen Markt.

## Geschichte
1924 gründete Jakob Buchen das Sägewerk Buchen (Säbu) im nordrhein-westfälischen Hammer bei Morsbach. Bis 1946 entwickelte sich aus dem traditionellen Sägewerk ein Spezialist für Verpackungskisten zum weltweiten Versand von hochwertigen Industriegütern.
Die erste Produktion von Holzfertiggebäuden in Tafelbauweise startete 1955 und wurde 1958 um Bauwagen aus Holz ergänzt. Bis 1963 wurden Bauwagen in Stahlskelettbauweise als Alternative zu Bauwagen aus Holz entwickelt. 1964 wird im bayrischen Ebenhofen ein weiteres Werk eröffnet um den süddeutschen Markt zu beliefern. Die Leitung übernahm die Tochter des Firmengründers, Wilhelma Klein. Ende 1969 erfolgte die wirtschaftliche und rechtliche Trennung der Säbu Ebenhofen vom Gründungsunternehmen in Morsbach durch Gründung der SÄBU Holzbau GmbH.

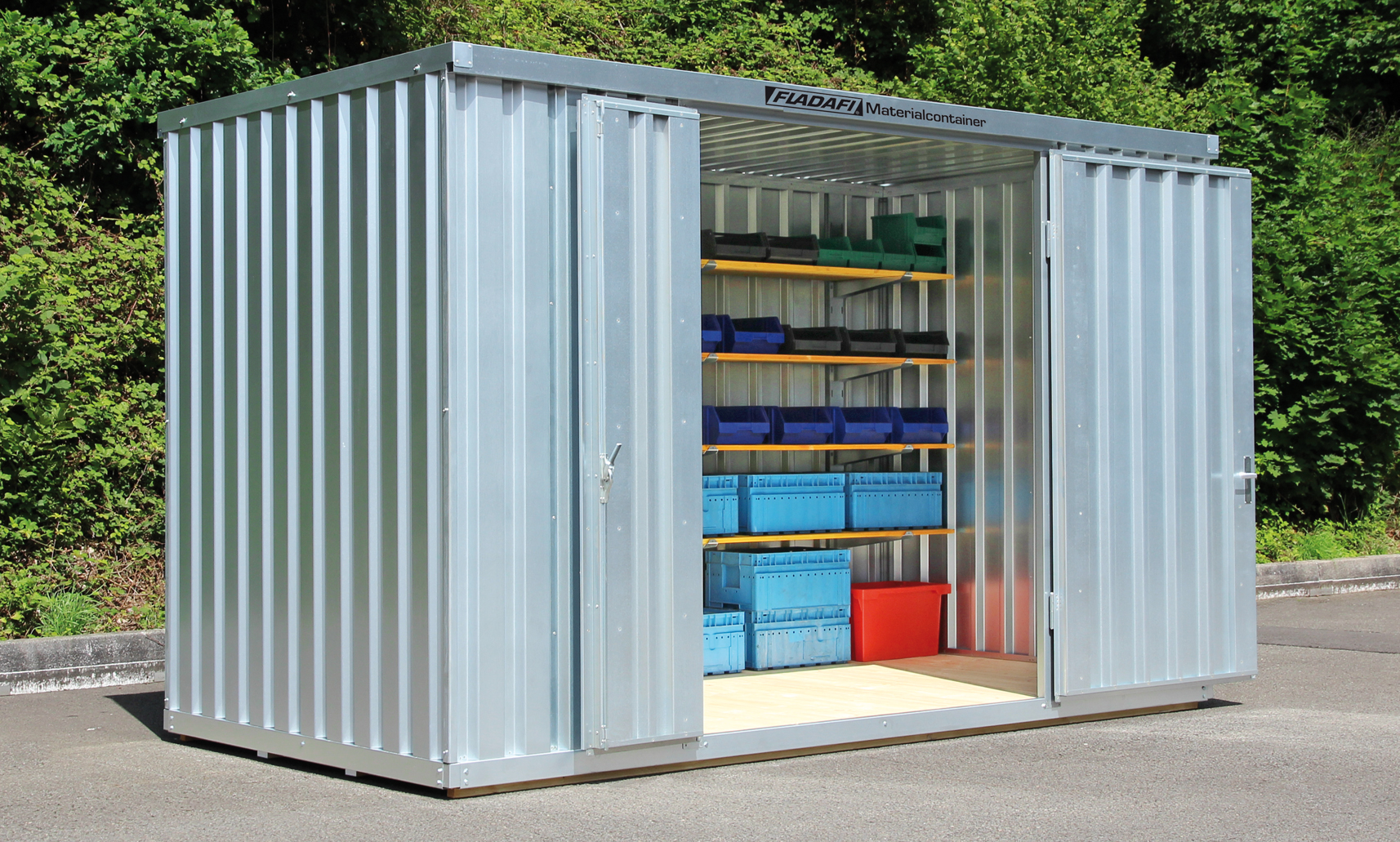
Fladafi-Materialcontainer

1971 wurden isolierte Container in das Lieferprogramm aufgenommen. Mitte der 70er Jahre entwickelte Firmeninhaber Willy Klein den ersten zerlegbaren, transportablen Materialcontainer auf dem europäischen Markt. Dieser ohne Spezialwerkzeug von zwei Personen aufbaubare, unter dem Markennamen „Fladafi“ angebotene Materialcontainer wurde 1983 patentiert.
In den 80er Jahren konzentrierte sich Säbu auf den Systembau. Dieser ermöglichte die Kombination aus mehreren Containern, die als Bürokomplex, Büroprovisorium oder als Dauerlösungen in der Industrie genutzt werden, da die Systembauweise schnell und variabel auf die Bedürfnisse der Unternehmen angepasst werden kann.
1990 wurde ein weiterer Produktionsbetrieb erworben und die Tochtergesellschaft Optirent Mobilraum-Mietservice GmbH wurde gegründet.
1991 wurde die Firma SÄBU Gransee GmbH in Brandenburg gegründet.
1994 entwickelte und produzierte Säbu Container mit Auffangwannen für die sichere und vorschriftsmäßige Lagerung von wasser- und umweltgefährdenden Stoffen.
1998 wurde Säbu für das Qualitätsmanagement nach DIN EN ISO 9001 zertifiziert und 2016 von der Berufsgenossenschaft Holz und Metall mit dem Gütesiegel „Sicher mit System“ ausgezeichnet.
Im Jahr 2017 wurde die Firma Optirent Mobilraum-Mietservice GmbH an einen neu erschlossenen Standort im Gewerbegebiet Lingesten, Bergneustadt verlegt.

## Unternehmensbereiche und Produkte

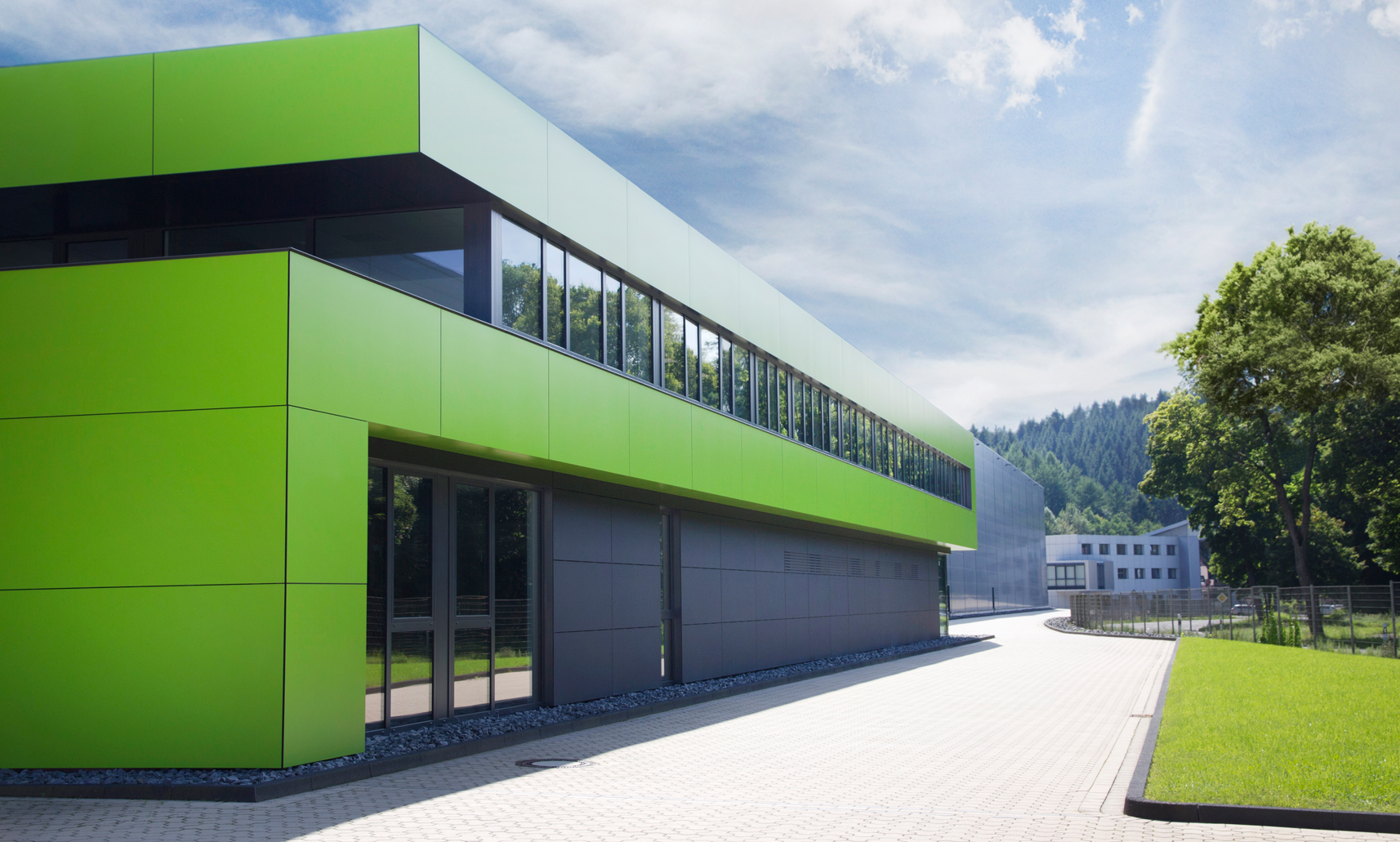
Technisches Büro der Firma Säbu, bestehend aus 12 Säbu-Modulen.

Das Geschäft des Unternehmens untergliedert sich in die Bereiche Modulbau, Containerbau und Mietcontainer. Im Containerbau werden auch spezielle Gefahrstoff-Container für die umweltgerechte Lagerung von wasser- und umweltgefährdenden Stoffen in Gebäuden und auf Außengeländen nach den Vorschriften des WHG (Wasserhaushaltsgesetz) und der BetrSichV (Betriebssicherheitsverordnung) angeboten.